# Grenzgraben (Wurmbach, Gnotzheim)
Der Grenzgraben ist ein rechter und südöstlicher Zufluss des Wurmbachs im mittelfränkischen Landkreis Weißenburg-Gunzenhausen. Am Unterlauf hat der Wurmbach bei Nordstetten einen weiteren Zufluss namens Grenzgraben.

## Verlauf
Der Grenzgraben entspringt im Naturpark Altmühltal auf einer Höhe von 486 m ü. NHN südwestlich des Dorfes Spielberg in einem Wald im Vorland der Südlichen Frankenalb westlich des Hahnenkamms, etwa auf halber Strecke zwischen dem Wachtlerberg im Westen und dem Hagbuck im Nordosten. Unweit entspringen auch weitere Bäche, wie etwa der Wiergraben. Der Bach fließt zunächst in eine nordwestliche Richtung, knickt dann etwa auf halber Strecke an der Bundesstraße 466 in eine nordöstliche Richtung und fließt nun parallel zur Bundesstraße. Nach dem Unterqueren der Bundesstraße fließt der Bach wieder in eine nordwestliche Richtung. Der Grenzgraben mündet nach einem Lauf von rund 550 Metern auf einer Höhe von 476 m ü. NHN südwestlich von Spielberg von rechts bzw. von Südost in den noch jungen Wurmbach. Der Grenzgraben fließt während seines gesamten Laufs entlang der Grenze zwischen der Gemeinde Westheim und dem Markt Gnotzheim. Der Grenzgraben durchfließt keine Ortschaften und hat keine bedeutenden Zuflüsse.